# Задгробен мир
„Задгробен мир“ е българско списание, официален орган на Психическото дружество в София, излизало от юни 1906 до април 1907 г. и от януари до септември 1910 г. Главен редактор на изданието е В. Граблашев - адвокат и спиритист и активен масон (член на съдебната комисия на Великата ложа на България).
Цел на изданието е „изследване на онези явления от областта на духовния свят, които не могат да се обяснят с познатите физически закони“. На страниците му се публикуват както научни и философски статии като „Заслужава ли спиритизмът да бъде изучаван сериозно?“ от Шарл Рише (професор по физиология в Колеж дьо Франс), или „Целта на живота“ от Леон Дени, така и произведения на художествената литература и свидетелства на очевидци, наблюдавали различни феномени.